# 珠江股份
广州珠江发展集团股份有限公司（简称：珠江股份，上交所：600684）是一家从事房地产的股份制上市公司。
其前身为成立于1985年4月的广州珠江房产公司，1992年10月由广州珠江实业总公司（广州珠江实业集团有限公司前身）发起，改组为股份制企业，同时更名为广州珠江实业开发股份有限公司。1993年10月28日在上海证券交易所A股挂牌上市，为广州市首家房地产上市企业。2021年更改为现名。